# Думбревень (Сучава)
Думбревень, Думбревені (рум. Dumbrăveni) — село у повіті Сучава в Румунії. Входить до складу комуни Думбревень.
Село розташоване на відстані 359 км на північ від Бухареста, 12 км на схід від Сучави, 104 км на північний захід від Ясс.

## Населення
За даними перепису населення 2002 року у селі проживала 7591 особа, з них 7587 осіб (99,9%) румунів. Рідною мовою 7588 осіб (> 99,9%) назвали румунську.